# Культурная гегемония
Культурная гегемония — понятие марксистской философии, характеризующее господство правящего класса над культурно неоднородным обществом.
Воздействуя на совокупность представлений, верований, ценностей и норм, выраженных в культуре общества, правящий класс навязывает собственное мировоззрение в качестве общепринятой культурной нормы и общезначимой господствующей идеологии. Такая идеология узаконивает социальный, политический или экономический статус-кво, на деле являющийся лишь социальным конструктом, и выдаёт его за естественный и неизменный порядок вещей, одинаково выгодный для каждого, а не только для правящего класса.
В философии и социологии понятие культурной гегемонии восходит к древнегреческому термину «ἡγεμονία», обозначающему лидерство и господство. В данном контексте, гегемония понимается как геополитический принцип непрямого имперского господства, с помощью которого гегемон (главенствующее государство) проводит политику в отношении подчинённых ему государств. Гегемония достигается не через прямое военное вмешательство (вторжение, оккупацию и аннексию), а при помощи косвенного давления (к примеру, в связи с угрозой интервенции).

## История понятия
В исторической эволюции понятия гегемонии прослеживаются следующие этапы:
- В древней Греции под гегемонией понималось военно-политическое руководство города-государства над другими городами-государствами. К примеру, Коринфский союз — лига греческих городов-государств, основанный Филиппом II Македонским для координации действий своих войск в войне против Персии.[2]
- В XIX веке гегемония обозначает геополитическое и культурное владычество одной страны над другими территориями, как в случае с европейской колониальной системой по всему миру[1].
- В XX веке политологический контекст понятия гегемонии расширяется за счёт включения в него феномена культурного империализма как разновидности культурного превосходства господствующего класса внутри социально стратифицированного общества. Так, под воздействием доминирующей идеологии как совокупности культурных нормативов, правящий класс может интеллектуально преобладать над другими классами через навязывание собственного мировоззрения (Weltanschauung), идеологически обосновывающего социальный, политический или экономический порядок, как если бы он был естественным, исторически-обусловленным и неизменным.[2][4][5][6]

## Маркс и Грамши
В 1848 году Карл Маркс выдвинул предположение, что экономические рецессии и практические противоречия капиталистической экономики спровоцируют пролетарскую революцию рабочего класса, свержение капитализма, реструктуризацию социальных институтов (экономических, политических, социальных) на рациональных основаниях социализма, и, таким образом, обозначат переход к коммунистическому обществу. Таким образом, диалектические изменения в функционировании экономики общества определяют её социальные надстройки (политику и культуру).
Осмысляя проблему соотношения революционной борьбы и гегемонии, Антонио Грамши вводит концепт позиционной и манёвренной войны. Позиционная война — это интеллектуальная и культурная борьба, в ходе которой антикапиталистические силы должны создать пролетарскую культуру, ценности которой будут противостоять культурной гегемонии буржуазии. Пролетарская культура будет способствовать развитию классового сознания и распространению идеологии рабочего класса среди других слоёв общества. Достигнув преимущества на стадии позиционной войны, социалистические лидеры, набрав необходимое политическое влияние и заручившись поддержкой масс, должны перейти к политической манёвренной войне.
Первоначально, теоретическое осмысление культурного доминирования было частью марксистского анализа «экономического класса» (базис и надстройка), который был использован Грамши для рассмотрения «социального класса». Так, культурная гегемония предполагает, что доминирующая в обществе нормативность, навязанная господствующим классом (буржуазной культурной гегемонией), не должна восприниматься как естественная и неизбежная, но, напротив, должна быть признанной искусственной социальной конструкцией, требующей тщательного изучения для выявления её философских оснований. Подобная практическая работа над знанием является необходимым условием для интеллектуального и политического освобождения пролетариата, следовательно, рабочие и крестьяне, жители городов и сёл, могут создать собственную пролетарскую культуру, которая непосредственно связана с их экономическими и политическими классовыми потребностями.
С точки зрения общественных отношений, культурная гегемония не является ни непрерывным интеллектуальным праксисом, ни унифицированной системой ценностей, а выступает, скорее, комплексом стратифицированных общественных установок, где каждый социально-экономический класс имеет социальное предназначение и внутреннюю классовую логику, которая позволяет членам класса выполнять свою функцию, отличную от других классов, сосуществуя с ними в одном обществе. Для решения более крупных общественных задач, классы смогут объединяться, несмотря на различия их предназначений. Когда человек воспринимает социальные структуры буржуазной культурной гегемонии, его обыденное сознание формирует двойственную структурную роль (частную и общественную), согласно которой индивид обращается к здравому смыслу для решения повседневных вопросов. Привычка апеллировать к позиции здравого смысла позволяет объяснить лишь крайне ограниченный сегмент общественной жизни, специфика устройства которого, затем переносится индивидом на всё социальное мироустройство в целом и воспринимается как естественный нормативный порядок. На общественном уровне, заблуждения, продиктованные позицией здравого смысла, препятствуют индивиду осмыслить истинные масштабы социально-экономического угнетения, базирующегося на культурной гегемонии. Из-за расхождений в восприятии текущей господствующей нормативности, большинство людей предпочитают решать насущные частные проблемы, а не общественные, следовательно, не пытаются критически осмыслить причины своего социально-экономического угнетения.

## Интеллектуалы и культурная гегемония
Самосознание рабочего класса и крестьянства, равно как и борьба против господствующей культурной гегемонии, зависит от интеллектуалов, порождаемых обществом. В связи с этим, Грамши проводит различие между буржуазными интеллектуалами и пролетарскими интеллектуалами, сторонниками и противниками навязанной нормативной культуры, и, следовательно, общественного статус-кво:

Так как в этих различных категориях традиционной интеллигенции живёт «корпоративный дух», так как они чувствуют свою непрерывную историческую преемственность и свои «особые качества», то они и считают себя как бы автономными и независимыми от господствующей социальной группы. Эта позиция «самообособления» не остаётся без далеко идущих последствий в области идеологии и политики: вся идеалистическая философия может быть легко увязана с этой позицией, занятой социальным комплексом интеллигенции, и определена как выражение той социальной утопии, в соответствии с которой интеллигенты считают себя «независимыми», автономными, обладающими собственными чертами и т. д.— Грамши А. Избранные произведения. Т.3 Тюремные тетради. - С. 460

Традиционный и вульгаризированный тип интеллигента можно видеть в литераторе, философе, художнике. Поэтому журналисты, которые считают себя литераторами, философами, художниками, видят в себе также «истинных» интеллигентов. В современном мире техническое воспитание, тесно связанное с промышленным трудом, хотя бы самым примитивным и неквалифицированным, должно образовывать базы для нового типа интеллигента…

Возможность стать новым интеллигентом не зависит более от красноречия — внешнего и кратковременно действующего возбудителя аффекта и страстей, но от активного слияния с практической жизнью в качестве строителя, организатора, «непрерывно убеждающего» делом.— Грамши А. Избранные произведения. Т.3 Тюремные тетради. - С. 462

## Идеологическая нейтральность концепции
Концепция культурной гегемонии нашла поддержку и у европейских «новых правых», она широко используется в современной правой критике практики либеральной демократии. Р. Скрутон считает, что не нужно быть марксистом, чтобы принять способы интерпретации, которые, по мнению самого Грамши, тот вывел из марксистских посылок.